# Slavuta
Slavuta (ukrainsk: Славу́та, polsk: Sławuta, jiddisch: סלאווויטא) er en by i Sjepetivka rajon, Khmelnytskyj oblast (provins) i det vestlige Ukraine, beliggende ved floden Horyn. Byen ligger ca. 80 km fra oblastens hovedstad, Khmelnytskyj. Slavuta er vært for administrationen af Slavuta urban hromada, en af Ukraines hromadaer.
Byen har en befolkning på omkring 35.068 (2021).

## Historie
Slavuta ligger i Volhynien og blev grundlagt af et medlem af Zaslawski-familien i 1633.
Mellem 1922 og 1939 lå den på den sovjetiske grænse til Polen.

## Galleri
- Ortodoks kirke i Slavuta
- Sankt Dorothy-kirken
- Monument for køretøjer i centrum af byen
- Kirken Theotokos' fødsel
- Sovjetisk monument fra Anden Verdenskrig i Slavuta
- Sanguszko Palads